# Vincent Chevalier
 (avril 2009).
Si vous disposez d'ouvrages ou d'articles de référence ou si vous connaissez des sites web de qualité traitant du thème abordé ici, merci de compléter l'article en donnant les références utiles à sa vérifiabilité et en les liant à la section « Notes et références ».
Pour les articles homonymes, voir Chevalier.
Vincent Jacques Louis Chevalier (1770-1841), est un ingénieur-opticien français.

## Biographie
Vincent Chevalier succède à son père Louis-Vincent Chevalier (1743-1800), fondateur en 1760 de la Maison Chevalier au 31[réf. nécessaire], quai de l'Horloge et travaille sur la conception de lentilles achromatiques pour microscopes dans son établissement de l'ancien no 69, quai de l'Horloge (actuel no 29) qui était l'ancien atelier de Jean Lerebours[réf. nécessaire].
Associé entre 1821 et 1831 avec son fils Charles Chevalier, il commercialise pour la première fois en 1823 les objectifs achromatiques.
Il est à l'origine de la rencontre entre Nicéphore Niépce et Louis Daguerre.

## Publications
- Notice sur l'usage de la chambre claire selon Amici perfectionnée par Vincent Chevalier, 28 p. (lire en ligne)